# جرن الفدة (يريم)

تعديل مصدري - تعديل

جرن الفدة محلة تابعة لقرية المحفد، التابعة لعزلة خودان بمديرية يريم إحدى مديريات محافظة إب في الجمهورية اليمنية.، بلغ تعداد سكانها 154 حسب تعداد اليمن لعام 2004.